# Calvanico
Calvanico är en ort och kommun i provinsen Salerno i regionen Kampanien i Italien. Kommunen hade 1 481 invånare (2017).